# Маленькая чёрная книжка
«Маленькая чёрная книжка» (англ. «Little Black Book») — комедийный драматический фильм британского режиссёра Ника Харрана. Слоган фильма: «Ты всегда думаешь, что ты первая. (Франция)» (англ. «You always think you're the first one. (France)»)

## Сюжет
Влюблённая Стейси (Бриттани Мерфи) слишком счастлива, чтобы считать, что что-то сумеет помешать их с Дереком (Рон Ливингстон) роману, и строя планы об их дальнейшей совместной жизни, пытается разузнать как можно больше о своём новом возлюбленном. Когда Дереку приходится отлучиться на несколько дней в связи с рабочей командировкой, Стейси обнаруживает, что он забыл дома свой коммуникатор. Ведомая любопытством, она заглядывает внутрь и находит занятный компромат на своего парня. 
Работая продюсером дневного телевизионного ток-шоу, Стейси рассказывает обо всём своей коллеге и подруге Барб (Холли Хантер) и, посоветовавшись с ней, решает начать расследование. В электронной записной книжке записаны телефоны бывших подружек Дерека, и Стейси, пользуясь своим служебным положением, под предлогом интервью для телеканала удается разговорить одну за другой. Так она получает необходимую информацию об их прошлых отношениях с Дереком.
Одна из девушек — супермодель с эффектной внешностью, признаётся, что использовала парня только ради секса, а по сути их ничего не связывало, но Дереку нравилось проводить с ней время, думать о ней, несмотря на то, что она часто изменяла ему с другими мужчинами и отвергала его самого.
Другая — карьеристка, гинеколог, писатель и самопиарщица, когда встречалась с Дереком, привязалась к его псу Бобу, да так сильно, что до сих пор хранит у себя в кабинете его фотокарточку в рамке. Эта привязанность объединяет её с Дереком так сильно, что они даже тайком встречаются, хотя сам Дерек ни разу не упоминал об этом своей нынешней девушке.
И наконец, третья, Джойс — симпатичная, молодая и уверенная в себе девушка, повар в крупном ресторане, которая до сих пор сильно любит Дерека и страстно мечтает его вернуть. У него в телефоне даже хранятся её многочисленные фото, в том числе и в бикини, а также с различных совместных поездок и встреч с его родителями, что начинает серьёзно расстраивать Стейси.
В это время, пока девушка разбирается в своих чувствах, её лучшая подруга, пытаясь поднять рейтинги телешоу, тайно приглашает Стейси в студию в прямой эфир, и зовёт туда всех трёх девушек и самого Дерека. Перед многочисленной аудиторией всем им впятером предстоят настоящие разборки и выяснения отношений. После этого поступка Стейси не желает видеть свою бывшую лучшую подругу; она понимает, что её парень до сих пор привязан к своим бывшим подружкам, а в одну из них, Джойс, даже сильно влюблён. Наконец, Стейси разбирается в себе и понимает, что у их отношений нет будущего, и расстается с ним. Она начинает жить сегодняшним днём в надежде на другое, более счастливое продолжение своей жизни.

## Создатели фильма

### Съёмочная группа
- Режиссёр — Ник Харран
- Сценарий — Мелисса Картер, Элиза Белл
- Оператор — Тео ван де Санде
- Продюсеры — Херб Гейнс, Элейн Голдсмит-Томас, Рэйчел Хоровиц

### В ролях
| Актёр              | Роль                |
| ------------------ | ------------------- |
| Бриттани Мерфи     | Стейси              |
| Холли Хантер       | Барб                |
| Кэти Бэйтс         | Киппи Канн          |
| Рон Ливингстон     | Дерек               |
| Джулианна Николсон | Джойс               |
| Кевин Зусман       | Айра                |
| Рашида Джонс       | Доктор Рэйчел Клютч |
| Джози Маран        | Лулу Фритц          |
| Дэн Бенсон         | Филлип              |
| Стивен Тоболовски  | Карл                |

## Сборы в кинопрокате
- Бюджет — $35 000 000
- Маркетинг — $25 000 000
- Сборы в США — $20 698 668
- Сборы в мире — + $1 336 164 = $22 034 832